# Yenaithu
Yenaithu è un brano musicale usato come colonna sonora del film indiano Chakravyuha, cantato da Puneeth Rajkumar e Kajal Aggarwal, con musiche di S. Thaman e testi di Kaviraj, pubblicato il 17 marzo 2016.
Il brano rappresenta il debutto canoro per l'attrice Kajal Aggarwal.

## Video musicale
Il videoclip è stato girato in Portogallo.